# Amalafredo

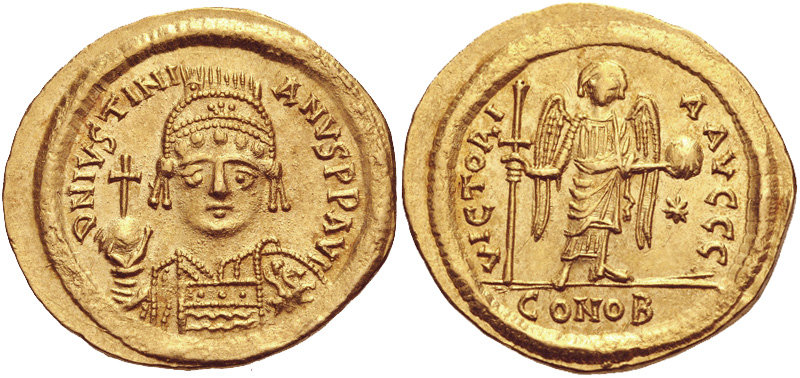
Soldo de Justiniano r.

Amalafredo, Hamalafredo (em latim: Hamalafredus) ou Amalafridas (em grego: 'Αμαλαφρίδας; romaniz.: Ámalaphrídas) foi um nobre ostrogótico-turíngio do século VI, ativo no reinado do imperador Justiniano (r. 527–565).

## Etimologia
O antropônimo é um nome gótico composto formado por Amal, o nome de uma das duas casas nobres dos godos, e *friþa, "paz".  Apareceu sob as formas Amalafrida (Αμαλαφρίδα), Alamafrida (Αλαμαφρίδα), Alalafrida (Αλαλαφρίδα) e Amalafridas (Αμαλαφρίδας), que foi utilizada por Venâncio Fortunato para esta personagem, Amalafris (Αμαλαφρίς), Amalafrides (Αμαλαφρίδης) e (H)amalafredo ((H)amalafredus), que foi utilizada por Procópio de Cesareia à mesma personagem.

## Vida
Amalafredo era filho do rei turíngio Hermanfredo (r. 507/511–532) e da rainha ostrogótica Amalaberga, filha de Amalafrida e sobrinha de Teodorico, o Grande (r. 474–526). Sabe-se que era primo de Radegunda e que tinha uma irmã de nome incerto, quiçá Rodelinda, que casou-se com o rei lombardo Audoíno (r. 546/547–560).
Com a morte do seu pai em 532, acompanhou sua mãe e sua irmã à corte ostrogótica em Ravena, na Itália. Lá foi capturado em 540 junto com Vitige (r. 536–540) pelo general bizantino Belisário e enviado a Constantinopla. Sob Justiniano, entrou para serviço imperial e ocupou a patente de mestre dos soldados cerca de 552. Quando os lombardos solicitaram ajuda militar contra os gépidas, o imperador enviou um exército comandado por ele, Justino, Justiniano, Arácio e Suartuas para auxiliar Audoíno. Apenas Amalafredo chegou aos territórios lombardos e ajudou-os contra seus inimigos. O poema De Excidio Thoringiae de Venâncio Fortunato, escrito após 567, lhe foi endereçado. Nele, o autor relata o quão próximo esse nobre turíngio era de sua prima Radegunda durante sua infância. Aparentemente, após à produção do texto, Amalafredo viajou para o Ocidente, onde encontrar-se-ia com sua prima em Poitiers. Um outro poema publicado posteriormente e endereçado a seu filho Artaquis lamenta sua morte.